# Władcy Mazowsza

## PaństwoMiecława(1037-1047)

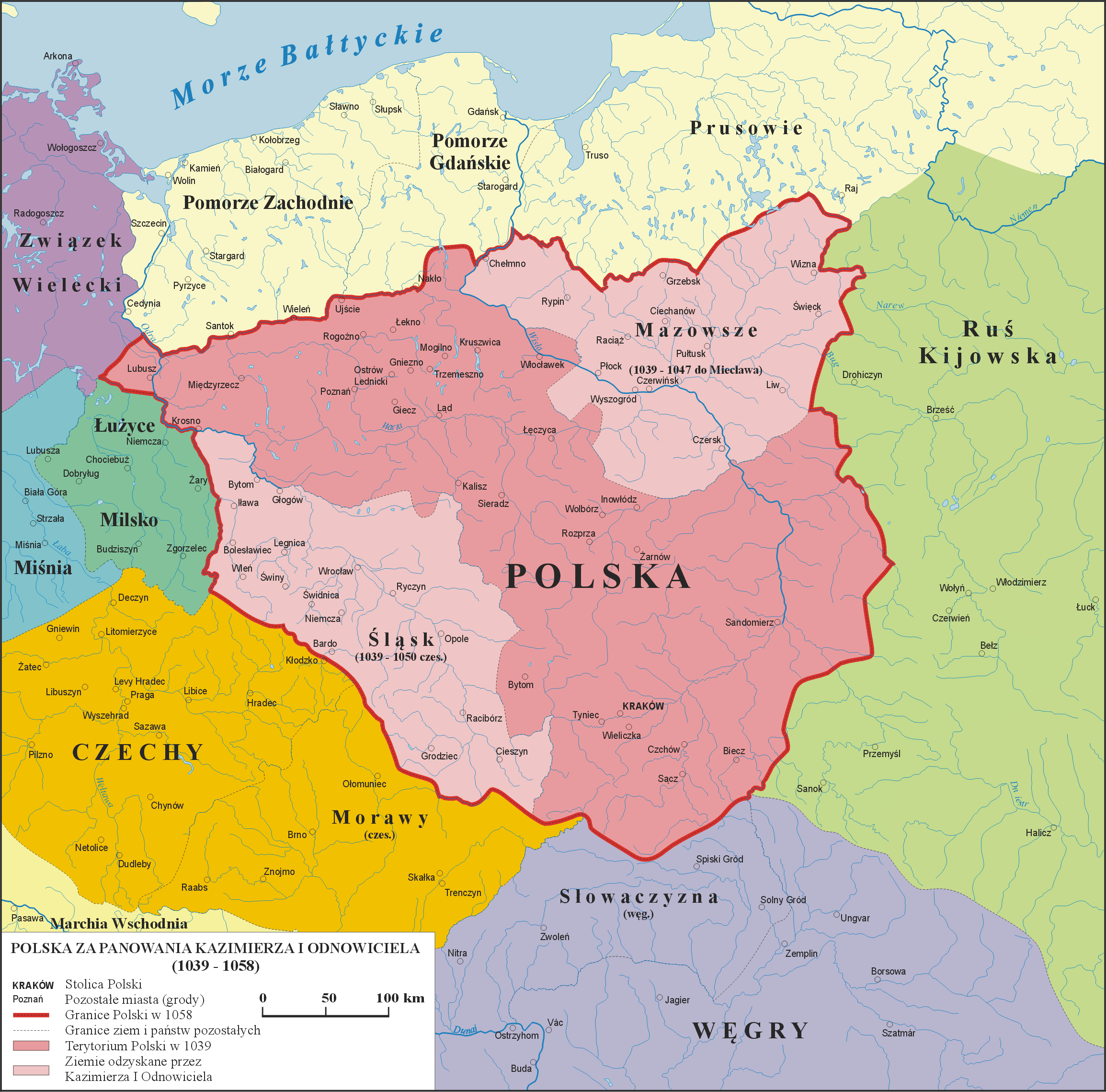
Państwo Miecława

| Daty panowania | Władca           | Uwagi |
| -------------- | ---------------- | --- |
| 1037-1047      | Miecław (Masław) | W okresie połączonego z reakcją pogańską powstania ludowego po śmierci króla Mieszka II, Miecław objął władzę na Mazowszu ogłaszając się księciem |

## Księstwo Mazowieckie(zjednoczone do 1275)

### Księstwo zjednoczone
| Daty panowania | Władca                               | Pokrewieństwo                  | Uwagi (Kursywą oznaczono władztwa z innych dzielnic) |
| -------------- | ------------------------------------ | ------------------------------ | --- |
| 1138-1173      | Bolesław IV Kędzierzawy              | syn Bolesława III Krzywoustego | - od 1138/1146 książę kujawski - od 1146 książę senioralny (krakowski) - od 1166 książę sandomierski |
| 1173-1186      | Leszek                               | syn Bolesława IV               | - 1173–1186 – książę kujawski |
| 1186–1194      | Kazimierz II Sprawiedliwy            | syn Bolesława III Krzywoustego | - od 1166 w Wiślicy, - od 1173 książę sandomierski - od 1177 książę krakowski - 1177–1182 książę kaliski i książę gnieźnieński, - od 1186 na książę mazowiecki i być może książę kujawski |
| 1194–1200      | Leszek I Biały                       | syn Kazimierza II              | współrządy z bratem, Konradem I - od 1198 książę kujawski, - 1194–1198, 1199, 1206–1210, 1211–1227 – książę krakowski - 1194–1227 – książę sandomierski |
| 1194-1247      | Konrad I mazowiecki                  | syn Kazimierza II              | współrządca z bratem Leszkiem I do 1200 - od 1200 samodzielny książę mazowiecki i książę kujawski - od 1226 rezygnacja z ziemi chełmińskiej, - 1229-1232 regent w Sandomierzu, - 1229-1231 i 1241-1243 – książę krakowski - od 1231 odłączył Sieradz i Łęczycę z księstwa krakowskiego, - od 1233 podział z synami rezygnacja z Kujaw i północnego Mazowsza (płockie na północ od Wisły i Bugu), - od 1233 w Żarnowie (dożywotnio), - od 1241 w Radomiu (dożywotnio) |
| 1194-1200      | Helena znojemska                     | matka Leszka I i Konrada I     | Regentka |
| 1233-1248      | Bolesław I                           | syn Konrada I                  | - 1230-1232 – książę sandomierski - od 1233 w północnym Mazowszu (na północ od Bugu i Wisły oraz książę dobrzyński) - od 1247 w całym Mazowszu prawobrzeżnym |
| 1247-1262      | Siemowit I                           | syn Konrada I                  | - 1247-1248 – tylko książę czerski - 1248-1262 – w całym Mazowszu właściwym (bez Dobrzynia) - 1259-1260 – książę sieradzki |
| 1262-1264      | Perejesława halicka                  | żona Siemowita I               | Regenci |
| 1262-1264      | Bolesław Pobożny książę wielkopolski |                                | Regenci |
| 1264-1275      | Konrad II                            | syn Siemowita I                | 1262-1274 w litewskiej niewoli, do 1275 współrządy z bratem w wyniku podziału w 1275 – książę czerski (PATRZ NIŻEJ) |
| 1262-1275      | Bolesław II                          | syn Siemowita I                | do 1275 współrządy z bratem, w wyniku podziału w 1275 – książę płocki (PATRZ NIŻEJ) |

### Księstwo czerskie (1275-1294)
| Daty panowania | Władca    | Pokrewieństwo   | Uwagi (Kursywą oznaczono władztwa z innych dzielnic) |
| -------------- | --------- | --------------- | ---------------------------------------------------- |
| 1275-1294      | Konrad II | syn Siemowita I | - 1289 – książę sandomierski                         |

### Księstwo płockie (1275-1294)
| Daty panowania | Władca      | Pokrewieństwo   | Uwagi (Kursywą oznaczono władztwa z innych dzielnic)                                               |
| -------------- | ----------- | --------------- | -------------------------------------------------------------------------------------------------- |
| 1274-1294      | Bolesław II | syn Siemowita I | - od 1294 (śmierć Konrada II) w całości Mazowsza ('patrz niżej') - 1288-1289 – książę sandomierski |

## Księstwo Mazowieckie (zjednoczone 1294-1310)
| Daty panowania | Władca | Pokrewieństwo | Uwagi |
| -------------- | --- | --- | --- |
| 1294-1313      | Bolesław II | syn Siemowita I | - w 1310 wydzielił synom dzielnice w Warszawie i Czersku, zostawił sobie księstwo płockie                                 |
| od 1310/1313   | Bolesław II wydzielił synom księstwo warszawie i księstwo czerskie zostawiając sobie do śmierci w 1313 – księstwo płockie | Bolesław II wydzielił synom księstwo warszawie i księstwo czerskie zostawiając sobie do śmierci w 1313 – księstwo płockie | Bolesław II wydzielił synom księstwo warszawie i księstwo czerskie zostawiając sobie do śmierci w 1313 – księstwo płockie |
| od 1310/1313   | Siemowit II | PATRZ NIŻEJ: Księstwo warszawskie                                                                                         | PATRZ NIŻEJ: Księstwo warszawskie                                                                                         |
| od 1310/1313   | Trojden I | PATRZ NIŻEJ: Księstwo czerskie                                                                                            | PATRZ NIŻEJ: Księstwo czerskie                                                                                            |
| od 1310/1313   | Wacław | PATRZ NIŻEJ: Księstwo płockie                                                                                             | PATRZ NIŻEJ: Księstwo płockie                                                                                             |

### Księstwo warszawskie (1310-1313), Księstwo rawskie (1313-1345)
| Daty panowania | Władca                                              | Pokrewieństwo                                       | Uwagi |
| -------------- | --------------------------------------------------- | --------------------------------------------------- | --- |

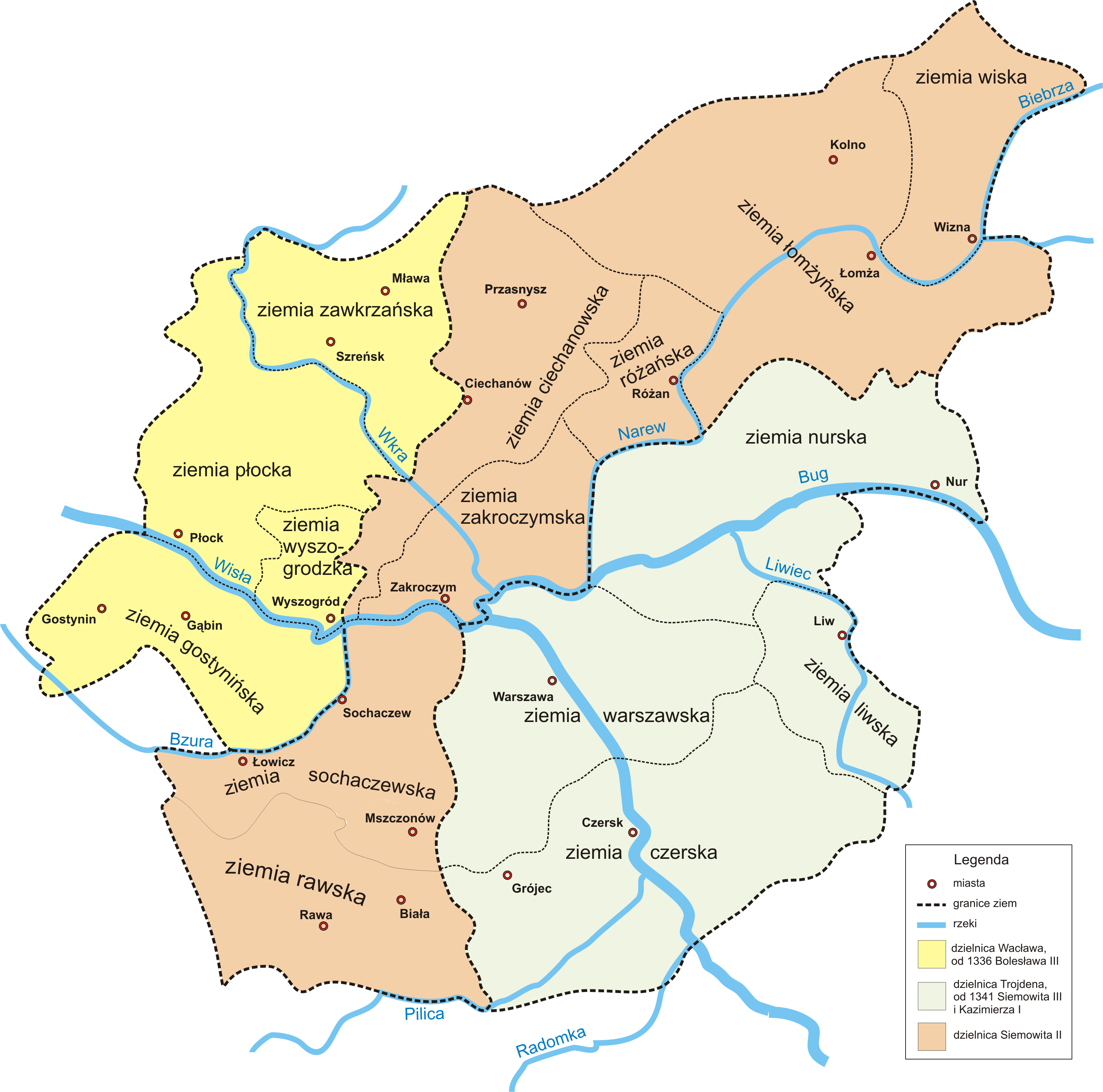
Podział Mazowsza
(1313-1345) pomiędzy Siemowita II rawskiego, Trojdena I, Wacława płockiego

| 1310-1345      | Siemowit II                                         | syn Bolesława II                                    | - 1310-1313 – książę warszawski i książę liwski - od 1313 w wyniku nowego podziału książę rawski z Sochaczewem, Zakroczymiem, Gostyninem i Wizną, - 1336-1340 regent w księstwie płockim |
| od 1345        | księstwo podzielone między bratanków po Trojdenie I | księstwo podzielone między bratanków po Trojdenie I | księstwo podzielone między bratanków po Trojdenie I |
| od 1345        | Kazimierz I                                         | PATRZ NIŻEJ – Księstwo czerskie                     | PATRZ NIŻEJ – Księstwo czerskie |
| od 1345        | Siemowit III                                        | PATRZ NIŻEJ – Księstwo czerskie                     | PATRZ NIŻEJ – Księstwo czerskie |
| od 1345        | Bolesław III                                        | PATRZ NIŻEJ – Księstwo płockie                      | PATRZ NIŻEJ – Księstwo płockie |

### Księstwo czerskie (1310-1313), Księstwo warszawskie (1313-1355)
| Daty panowania | Władca                                                                                      | Pokrewieństwo                                                                               | Uwagi |
| -------------- | ------------------------------------------------------------------------------------------- | ------------------------------------------------------------------------------------------- | --- |
| 1310-1341      | Trojden I                                                                                   | syn Bolesława II                                                                            | - 1310-1313 – książę czerski, - od 1313 w wyniku nowego podziału książę warszawski i książę liwski - 1336-1340 regent w Płocku                                                                                        |
| 1341-1349      | Siemowit III                                                                                | syn Trojdena I                                                                              | do 1349 razem z bratem Kazimierzem I w Warszawie i Czersku - od 1345 razem z bratem Kazimierzem I – książę rawski, - od 1349 w wyniku podziału księstwa – książę czerski, książę liwski i książę rawski (PATRZ NIŻEJ) |
| 1341-1349-1355 | Kazimierz I                                                                                 | syn Trojdena I                                                                              | do 1349 razem z bratem Siemowitem III - od 1345 razem z bratem Siemowitem III książę rawski - od 1349 w wyniku podziału księstwa – książę warszawski - od 1351 książę sochaczewski - od 1351 lennik Polski            |
| 1355           | W 1355 po śmierci Kazimierza księstwo warszawskie przechodzi na Siemowita III (PATRZ NIŻEJ) | W 1355 po śmierci Kazimierza księstwo warszawskie przechodzi na Siemowita III (PATRZ NIŻEJ) | W 1355 po śmierci Kazimierza księstwo warszawskie przechodzi na Siemowita III (PATRZ NIŻEJ) |

### Księstwo płockie (1313-1351/1370)
| Daty panowania | Władca                                                                                 | Pokrewieństwo                                                                          | Uwagi |
| -------------- | -------------------------------------------------------------------------------------- | -------------------------------------------------------------------------------------- | --- |
| 1313-1336      | Wacław                                                                                 | syn Bolesława II,                                                                      | od 1329 lennik czeski                                                                                              |
| 1336-1351      | Bolesław III                                                                           | syn Wacława,                                                                           | do 1340 regencja stryjów, - od 1345 po śmierci Siemowita II książę wiski, sochaczewski, gostyniński, lennik czeski |
| od 1351        | podział księstwa płockiego między Królestwo Polski, a pozostałych książąt mazowieckich | podział księstwa płockiego między Królestwo Polski, a pozostałych książąt mazowieckich | podział księstwa płockiego między Królestwo Polski, a pozostałych książąt mazowieckich                             |
| od 1370        | prawny powrót księstwa płockiego do Mazowsza                                           | prawny powrót księstwa płockiego do Mazowsza                                           | prawny powrót księstwa płockiego do Mazowsza                                                                       |

## Księstwo Mazowieckie (zjednoczone w latach 1370-1373/74)
| Daty panowania | Władca                               | Pokrewieństwo                        | Uwagi |
| -------------- | ------------------------------------ | ------------------------------------ | --- |
| 1349-1381      | Siemowit III                         | syn Trojdena I                       | - od 1349 w wyniku podziału księstwa – książę czerski, rawski i liwski - od 1351 w Gostyninie, - od 1351 lennik Królestwa Polskiego, - od 1352 zastawny książę Płocka, - od 1355 po śmierci brata Kazimierza I książę warszawski - od 1370 suwerenny książę Płocka - od 1370 w Zakroczymiu i Wiźnie, - 1373/4 – wydzielił synom dzielnice: książę rawskie (Siemowit IV) i księstwo warszawskie (Janusz I). |
| 1373/4-1381    | Siemowit IV                          | syn Siemowita III,                   | książę rawski (PATRZ NIŻEJ – Księstwo rawskie i księstwo płockie) |
| 1373/4-1381    | Janusz I                             | syn Siemowita III,                   | książę warszawski (PATRZ NIŻEJ – Księstwo warszawskie) |
| 1381           | Nowy podział księstwa pomiędzy synów | Nowy podział księstwa pomiędzy synów | Nowy podział księstwa pomiędzy synów |

### Księstwo rawskie i księstwo płockie (1381-1442)
| Daty panowania | Władca                                          | Pokrewieństwo                                   | Uwagi |
| -------------- | ----------------------------------------------- | ----------------------------------------------- | --- |

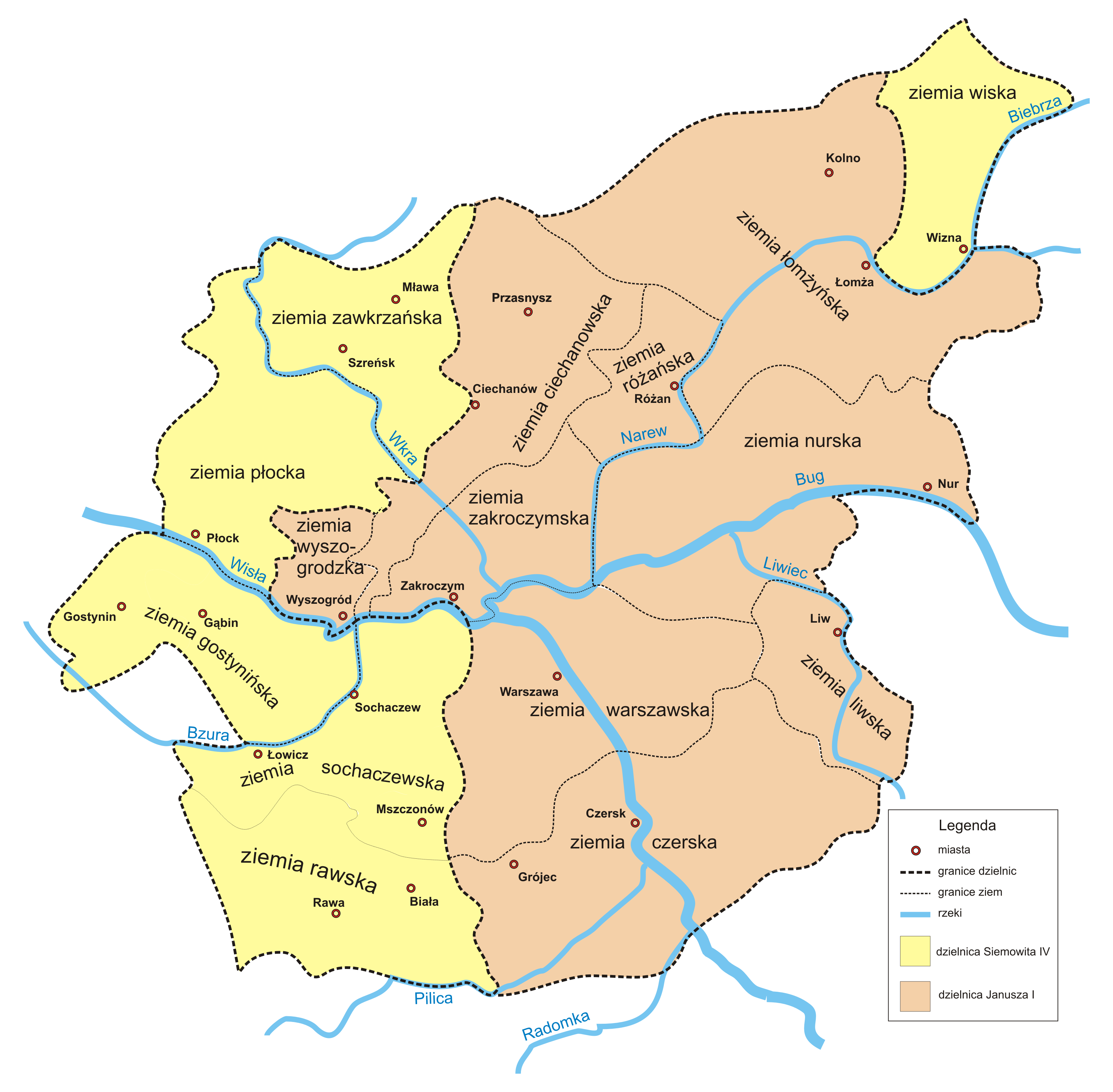
Podział Mazowsza
(1381-1426)

| 1381-1426      | Siemowit IV                                     | syn Siemowita III,                              | od 1381 w wyniku podziału książę rawski i książę płocki (także Sochaczewski, gostyniński, płoński i Wiźnie) - od 1386 dziedziczny lennik Polski, - od 1388 w książę bełski - 1382-1401 strata księstwa wiskiego, - 1384-1399 i 1407-1411 strata Zawkrza, - 1384-1399 strata Płońska na rzecz zakonu krzyżackiego |
| 1426-1427      | Trojden II                                      | syn Siemowita IV                                | współrządy z braćmi |
| 1426-1434      | Kazimierz II                                    | syn Siemowita IV                                | współrządy z braćmi - od 1434 w wyniku podziału książę książę bełski PATRZ NIŻEJ – Księstwo bełskie |
| 1426-1434      | Władysław I                                     | syn Siemowita IV                                | współrządy z braćmi - od 1434 w wyniku podziału książę płocki (także na Płońsku i Zawkrzu) PATRZ NIŻEJ- Księstwo płockie |
| 1426-1442      | Siemowit V                                      | syn Siemowita IV                                | współrządy z braćmi - od 1434 w wyniku podziału książę rawski (także gostyniński i sochaczewski} |
| 1442-1459      | Małgorzata raciborska                           | żona Siemowita V                                | oprawa wdowia na Gostyninie |
| od 1442        | księstwo rawskie włączone do księstwa płockiego | księstwo rawskie włączone do księstwa płockiego | księstwo rawskie włączone do księstwa płockiego |

#### Księstwo bełskie (1434-1442)
| Daty panowania | Władca                                             | Pokrewieństwo                                      | Uwagi                                              |
| -------------- | -------------------------------------------------- | -------------------------------------------------- | -------------------------------------------------- |
| 1434-1442      | Kazimierz II                                       | syn Siemowita IV                                   | od 1434 w wyniku podziału książę bełski            |
| od 1442        | księstwo bełskie do włączone do księstwa płockiego | księstwo bełskie do włączone do księstwa płockiego | księstwo bełskie do włączone do księstwa płockiego |

#### Księstwo płockie (1434-1462)
| Daty panowania | Władca | Pokrewieństwo | Uwagi |
| -------------- | --- | --- | --- |
| 1434-1455      | Władysław I | syn Siemowita IV | od 1434 w wyniku podziału książę płocki (także na Płońsku i Zawkrzu) - od 1435 książę wiski, - od 1442 po śmierci braci Kazimierz II i Siemowita V – książę bełski, książę rawski i książę sochaczewski |
| 1455-1481      | Anna oleśnicka | żona Władysława I | oprawa wdowia na Sochaczewie do 1476 1476-1481 na Kole i Mszczonowie |
| 1455-1461      | Siemowit VI | syn Władysława I | razem z bratem, - od 1459 książę gostyński - od 1459 pełnia władzy |
| 1455-1462      | Władysław II | Władysława I | razem z bratem do 1461, - od 1459 książę gostyński |
| 1455-1459 1462 | Paweł Giżycki | biskup płocki | Regent |
| od 1462        | Gostynin, Rawa Mazowiecka i Bełz włączona do Królestwa Polskiego Płock, Płońsk, Zawkrze, Wizna do księstwa warszawskiego (PATRZ NIŻEJ) | Gostynin, Rawa Mazowiecka i Bełz włączona do Królestwa Polskiego Płock, Płońsk, Zawkrze, Wizna do księstwa warszawskiego (PATRZ NIŻEJ) | Gostynin, Rawa Mazowiecka i Bełz włączona do Królestwa Polskiego Płock, Płońsk, Zawkrze, Wizna do księstwa warszawskiego (PATRZ NIŻEJ)                                                                  |

### Księstwo warszawskie (1381-1471)
| Daty panowania        | Władca                | Pokrewieństwo           | Uwagi |
| --------------------- | --------------------- | ----------------------- | --- |
| 1381-1429             | Janusz I              | syn Siemowita III,      | od 1381 w wyniku podziału książę warszawski (także na Nurze, Łomży, Liwie, Ciechanowie, Wyszogrodzie i Zakroczymiu), - od 1386 dziedziczny lennik Polski - od 1391 na Podlasiu (dożywotnio) |
| 1429-1454             | Bolesław IV           | wnuk Janusza I, od 1436 | samodzielnie, w latach 1440–1444 książę podlaski) |
| 1429-1436             | Anna Fiodorówna       | matka Bolesława IV      | Regentka |
| 1454-1471             | Kazimierz III         | syn Bolesława IV        | rządy wspólne braci, - 1462 – przejęcie części księstwa płockiego (Płocka, Płońska, Zawkrza, Wizny) - 1471 – nowy podział księstwa (PATRZ NIŻEJ)                                            |
| 1454-1471             | Konrad III Rudy       | syn Bolesława IV        | rządy wspólne braci, - 1462 – przejęcie części księstwa płockiego (Płocka, Płońska, Zawkrza, Wizny) - 1471 – nowy podział księstwa (PATRZ NIŻEJ)                                            |
| 1454-1471             | Bolesław V            | syn Bolesława IV        | rządy wspólne braci, - 1462 – przejęcie części księstwa płockiego (Płocka, Płońska, Zawkrza, Wizny) - 1471 – nowy podział księstwa (PATRZ NIŻEJ)                                            |
| 1455-1471 pogrobowiec | Janusz II             | syn Bolesława IV        | rządy wspólne braci, - 1462 – przejęcie części księstwa płockiego (Płocka, Płońska, Zawkrza, Wizny) - 1471 – nowy podział księstwa (PATRZ NIŻEJ)                                            |
| 1454-1462             | Barbara Olelkówna     | żona Bolesława IV       | Regenci |
| 1454-1462             | Paweł Giżycki         | biskup płocki           | Regenci |
| 1471                  | nowy podział księstwa | nowy podział księstwa   | nowy podział księstwa |

#### Księstwo płockie (1471-1495)
| Daty panowania | Władca                                           | Pokrewieństwo                                    | Uwagi |
| -------------- | ------------------------------------------------ | ------------------------------------------------ | --- |
| 1471-1475      | Kazimierz III                                    | syn Bolesława IV                                 | 1471 – w wyniku podziału ziemi pomiędzy braćmi książę płocki (także w Wiźnie, Wyszogrodzie, Płońsku i Zawkrzu) - od 1471 świecki (administrator) diecezji płockiej - 1474 rezygnacja z Wyszogrodu - 1475 abdykacja - 1475-1480 biskup płocki        |
| 1475-1495      | Janusz II                                        | syn Bolesława IV                                 | 1471 – w wyniku podziału ziemi pomiędzy braćmi książę na Ciechanowie i Łomży, - od 1475 po abdykacji brata Kazimierza III książę w Płocku (także w Płońsku, Wiźnie i Zawkrzu) - od 1484 książę w Błoniu i Kamieńcu, - od 1489 książę w Wyszogrodzie |
| od 1495        | księstwo płockie włączone do Królestwa Polskiego | księstwo płockie włączone do Królestwa Polskiego | księstwo płockie włączone do Królestwa Polskiego |

#### Księstwo warszawskie (1471-1488)
| Daty panowania | Władca                                                         | Pokrewieństwo                                                  | Uwagi |
| -------------- | -------------------------------------------------------------- | -------------------------------------------------------------- | --- |
| 1471-1488      | Bolesław V                                                     | syn Bolesława IV                                               | 1471 – w wyniku podziału ziemi pomiędzy braćmi książę książę warszawski i książę nurski - 1484 – rezygnacja z Błonia, Kamieńca i Zakroczymia |
| od 1488        | księstwo warszawskie i księstwo nurskie do księstwa czerskiego | księstwo warszawskie i księstwo nurskie do księstwa czerskiego | księstwo warszawskie i księstwo nurskie do księstwa czerskiego                                                                               |

#### Księstwo czerskie (1471-1495)
| Daty panowania | Władca          | Pokrewieństwo    | Uwagi |
| -------------- | --------------- | ---------------- | --- |
| 1471-1495      | Konrad III Rudy | syn Bolesława IV | 1471 – w wyniku podziału książę czerski i książę liwski - 1474-1495 książę w Wyszogrodzie - od 1484 książę w Zakroczymiu, - od 1488 książę warszawski i książę nurski i książę całego Mazowsza (poza) - Od śmierci Janusza II w 1495 – jedyny książę na Mazowszu – PATRZ NIŻEJ |

## Księstwo Mazowieckie (zjednoczone 1495-1526)
| Daty panowania | Władca                                                            | Pokrewieństwo                                                     | Uwagi                                                             |
| -------------- | ----------------------------------------------------------------- | ----------------------------------------------------------------- | ----------------------------------------------------------------- |
| 1495-1503      | Konrad III Rudy                                                   | syn Bolesława IV                                                  | - Od śmierci Janusza II w 1495 – jedyny książę na Mazowszu        |
| 1503-1524      | Stanisław                                                         | syn Konrada III                                                   | rządy wspólne braci, 1524-1526 rządy samodzielne Janusza III      |
| 1503-1526      | Janusz III                                                        | syn Konrada III                                                   | rządy wspólne braci, 1524-1526 rządy samodzielne Janusza III      |
| 1503-1518      | Anna Radziwiłłówna                                                | matka Stanisława i Janusza III                                    | regentka                                                          |
| 1526           | Anna mazowiecka                                                   | siostra Stanisława i Janusza III                                  |                                                                   |
| 1526           | inkorporacja księstwa mazowieckiego do Korony Królestwa Polskiego | inkorporacja księstwa mazowieckiego do Korony Królestwa Polskiego | inkorporacja księstwa mazowieckiego do Korony Królestwa Polskiego |